# Código de Justicia Militar de Venezuela
El Código Orgánico de Justicia Militar es un cuerpo normativo que regula el funcionamiento de la Jurisdicción penal militar, de manera que su ámbito de competencia esta limitado a conocer delitos de naturaleza militar. En este sentido el Código Orgánico de Justicia Militar, desarrollara los principios sobre los que se sostiene el Derecho Penal Militar, el cual puede definirse desde una óptica amplia y una óptica restringida, en el sentido amplio Torres (1999) define el derecho penal militar como "el que rige las faltas y los delitos militares, las sanciones correspondientes, así como la organización de los tribunales castrenses y el procedimiento respectivo", mientras que desde la óptica restringida González J. y Fernández  L. (1986) afirma que " al Derecho Penal Militar se le puede definir como el conjunto de leyes que organizan la represión de los delitos militares por medio de las penas aplicadas por los tribunales castrenses".
El Código Orgánico de Justicia militar en venezolano sufrió una reforma la cual fue sancionada por el extinto Congreso de la República a finales de 1998 junto con el Código Orgánico Procesal Penal, la idea de esta reforma legal era adaptar el nuevo dispositivo jurídico al sistema oral acusatoria, ya que el espíritu del anterior Código estaba regido por el sistema escrito inquisitivo, por su parte el legislador le otorgó una vacatio legis al Código Orgánico de Justicia Militar, para que entrara en vigencia a partir del 1.º de julio de 1999, la reforma del Código modificó dos aspectos sustanciales, el primero relativo al título de la ley el cual de llamarse Código de Justicia Militar paso a denominarse Código Orgánico de Justicia Militar, y el segundo aspecto a destacar fue la incorporación de tres artículos, entre ellos el artículo 592 en el cual el legislador plasmo:

Artículo 592. En la jurisdicción penal militar se aplicarán las disposiciones del Libro Segundo, Libro Tercero, Libro Cuarto y Libro Quinto del Código Orgánico Procesal Penal. No se aplicarán las disposiciones de los Títulos IV, VI y VII, del Libro Tercero de dicho Código
Código Orgánico de Justicia Militar

En este sentido el Código Orgánico de Justicia Militar deberá regirse sobre los principios procesales palmados en el Código Orgánico Procesal Penal, los cuales rigen el derecho procesal penal venezolano.

## Competencia de la Jurisdicción Penal en Venezuela
El Código Orgánico de Justicia Militar venezolano en su artículo 123 define el ámbito de competencia de la Jurisdicción  Penal en Venezuela, la cual comprende:
1. El territorio y aguas territoriales venezolanos; los buques y aeronaves de las Fuerzas Armadas Nacionales; y el territorio extranjero ocupado por fuerzas nacionales;
2. Las infracciones militares cometidas por militares o civiles, conjunta o separadamente;
3. Los delitos comunes cometidos por militares en unidades, cuarteles, guarniciones, institutos educativos, establecimientos militares o en instalaciones de entes descentralizados de las Fuerzas Armadas, en funciones militares, en actos de servicio, en comisiones o con ocasión de ellas.
4. Los delitos conexos, cuando el delito militar tenga asignada igual o mayor pena que el delito común, sin perjuicio de lo establecido en el ordinal anterior.

De este artículo se desprende que la jurisdicción penal militar además de juzgar funcionarios militares que hayan cometido delitos de naturaleza militar, podrán juzgar civiles que en participación con militares o de manera autónoma haya cometido uno de los tipos penales tipificados en el Código, lo cual es contrario al principio del juez natural y a lo plasmado en la Constitución en su artículo 261. En este sentido el Código Orgánico de Justicia Militar se convierte en una normativa que es contraria a los principios del derecho procesal penal venezolano y lo plasmado en la Constitución. La legislación nacional en materia penal militar en comparación con los Códigos de Justicia Militar del continente esta desactualizada, ya que no prohíbe a los Tribunales militares, juzgar a civiles, como en los casos del Código de Justicia Militar Colombiano o del Código de Justicia Militar Peruano.[cita requerida]